# Mergim Qarri
Mergim Qarri (Suhareka, 10 giugno 1995) è un calciatore kosovaro, centrocampista dello Stade Lausanne-Ouchy.

## Carriera
Qarri è cresciuto nel settore giovanile del Servette, e nella stagione 2013-2014 ha giocato con la squadra Under-21 in Seconda Lega interregionale.
Nel 2014 è stato ceduto all'Étoile Carouge con cui ha disputato due campionati di Promotion League per poi scendere di categoria in 1ª Lega nei successivi tre anni con il Lancy.
Nel 2019 ha firmato con lo Stade Nyonnais ed al termine di una buona stagione dal punto di vista personale con 7 reti in 17 presenze è stato acquistato dal club di Challenge League dello Stade Lausanne-Ouchy. Ha debuttato nella seconda divisione svizzera il 26 settembre 2020 nell'incontro vinto 2-1 contro il Kriens e la giornata successiva è andato a segno nella vittoria per 3-1 contro lo Sciaffusa.
In seguito alla promozione del club di Losanna in Super League al termine della stagione 2022-2023, il 26 luglio ha esordito nella massima divisione elvetica nel match perso 3-0 contro il Lugano.

## Statistiche

### Presenze e reti nei club
Statistiche aggiornate al 13 marzo 2024.
| Stagione        | Squadra              | Campionato      | Campionato | Campionato | Coppe nazionali | Coppe nazionali | Coppe nazionali | Coppe continentali | Coppe continentali | Coppe continentali | Altre coppe | Altre coppe | Altre coppe | Totale | Totale | Totale |
| Stagione        | Squadra              | Comp            | Pres       | Reti       | Comp            | Pres            | Reti            | Comp               | Pres               | Reti               | Comp        | Pres        | Reti        | Pres   | Reti   |        |
| --------------- | -------------------- | --------------- | ---------- | ---------- | --------------- | --------------- | --------------- | ------------------ | ------------------ | ------------------ | ----------- | ----------- | ----------- | ------ | ------ | ------ |
| 2013-2014       | Servette U-21        | 2L              | 22         | 7          |                 | -               | -               |                    | -                  | -                  |             | -           | -           | 22     | 7      |        |
| 2014-2015       | Étoile Carouge       | PL              | 10         | 0          | CS              | 0               | 0               |                    | -                  | -                  |             | -           | -           | 10     | 0      |        |
| 2015-2016       | Étoile Carouge       | PL              | 19         | 2          | CS              | 1               | 0               |                    | -                  | -                  |             | -           | -           | 20     | 2      |        |
| 2016-2017       | Lancy                | 1L              | 13         | 3          | CS              | 1               | 0               |                    | -                  | -                  |             | -           | -           | 14     | 3      |        |
| 2017-2018       | Lancy                | 1L              | 17+2       | 7+2        | CS              | 0               | 0               |                    | -                  | -                  |             | -           | -           | 19     | 9      |        |
| 2018-2019       | Lancy                | 1L              | 21         | 11         | CS              | 0               | 0               |                    | -                  | -                  |             | -           | -           | 21     | 11     |        |
| 2019-2020       | Stade Nyonnais       | PL              | 17         | 7          | CS              | 2               | 0               |                    | -                  | -                  |             | -           | -           | 19     | 7      |        |
| 2020-2021       | Stade Lausanne-Ouchy | ChL             | 32         | 1          | CS              | 0               | 0               |                    | -                  | -                  |             | -           | -           | 32     | 1      |        |
| 2021-2022       | Stade Lausanne-Ouchy | ChL             | 33         | 2          | CS              | 2               | 0               |                    | -                  | -                  |             | -           | -           | 35     | 2      |        |
| 2022-2023       | Stade Lausanne-Ouchy | ChL             | 29+2       | 3+0        | CS              | 2               | 0               |                    | -                  | -                  |             | -           | -           | 33     | 3      |        |
| 2023-2024       | Stade Lausanne-Ouchy | SL              | 25         | 3          | CS              | 3               | 1               |                    | -                  | -                  |             | -           | -           | 28     | 4      |        |
| Totale carriera | Totale carriera      | Totale carriera | 242        | 48         |                 | 11              | 1               |                    | -                  | -                  |             | -           | -           | 253    | 49     |        |